# Liste byzantinischer Schriftsteller
Die Liste byzantinischer Schriftsteller erfasst die griechischen Schriftsteller des Mittelalters.

## A
- Agathias Scholastikos
- Andreas von Kreta
- Anna Komnena

## B
- Bessarion
- Boustronios

## C
- Laonikos Chalkokondyles

## D
- Demetrios Chalkokondyles

## E
- Eustathios von Thessalonike
- Euthymios Zigabenos

## G
- Georgios Pisides
- Georgios Synkellos
- Georgios Akropolites
- Georgios Gemistos Plethon
- Georgios Kedrenos
- Georgios Monachos
- Georgios Pachymeres
- Georgios Sphrantzes
- Gregorios Palamas

## J
- Johannes Italos
- Johannes Kinnamos
- Johannes Klimakos
- Johannes Malalas
- Johannes Skylitzes
- Johannes von Damaskus
- Johannes Zonaras

## K
- Konstantin Porphyrogénnetos

## L
- Leon Diakonos
- Leontios Machairas
- Leontios von Byzanz

## M
- Manuel Philes
- Markos Eugenikos
- Maximus Planudes
- Maximus Confessor
- Menander Protektor
- Michael Kerularios
- Michael Choniates
- Michael Psellos

## N
- Nikephoros Gregoras
- Niketas Choniates
- Niketas Stethatos

## P
- Paulos Silentiarios
- Photios I.
- Prokopios von Caesarea

## R
- Romanos Melodos

## S
- Simeon Metaphrastes

## T
- Theodor Studites
- Theodoros Prodromos
- Theophanes
- Theophylaktos Simokates